# Saint-Denis-le-Vêtu
Saint-Denis-le-Vêtu és un municipi francès situat al departament de la Manche i a la regió de Normandia. L'any 2007 tenia 606 habitants.

## Demografia

### Població
El 2007 la població de fet de Saint-Denis-le-Vêtu era de 606 persones. Hi havia 232 famílies de les quals 52 eren unipersonals (36 homes vivint sols i 16 dones vivint soles), 80 parelles sense fills, 96 parelles amb fills i 4 famílies monoparentals amb fills.
La població ha evolucionat segons el següent gràfic:
Habitants censats

### Habitatges
El 2007 hi havia 285 habitatges, 238 eren l'habitatge principal de la família, 28 eren segones residències i 19 estaven desocupats. 281 eren cases i 4 eren apartaments. Dels 238 habitatges principals, 168 estaven ocupats pels seus propietaris, 67 estaven llogats i ocupats pels llogaters i 3 estaven cedits a títol gratuït; 1 tenia una cambra, 8 en tenien dues, 23 en tenien tres, 72 en tenien quatre i 134 en tenien cinc o més. 182 habitatges disposaven pel capbaix d'una plaça de pàrquing. A 110 habitatges hi havia un automòbil i a 113 n'hi havia dos o més.

### Piràmide de població
La piràmide de població per edats i sexe el 2009 era:
| Homes | Edats   | Dones |
| ----- | ------- | ----- |
| 0     | 95 o +  | 4     |
| 0     | 90 a 94 | 4     |
| 4     | 85 a 89 | 8     |
| 4     | 80 a 84 | 4     |
| 4     | 75 a 79 | 4     |
| 20    | 70 a 74 | 16    |
| 20    | 65 a 69 | 20    |
| 16    | 60 a 64 | 24    |
| 4     | 55 a 59 | 4     |
| 16    | 50 a 54 | 4     |
| 12    | 45 a 49 | 16    |
| 48    | 40 a 44 | 16    |
| 16    | 35 a 39 | 20    |
| 16    | 30 a 34 | 16    |
| 8     | 25 a 29 | 12    |
| 24    | 20 a 24 | 16    |
| 28    | 15 a 19 | 16    |
| 16    | 10 a 14 | 28    |
| 20    | 5 a 9   | 32    |
| 12    | 0 a 4   | 4     |

## Economia
El 2007 la població en edat de treballar era de 361 persones, 271 eren actives i 90 eren inactives. De les 271 persones actives 253 estaven ocupades (141 homes i 112 dones) i 18 estaven aturades (6 homes i 12 dones). De les 90 persones inactives 29 estaven jubilades, 36 estaven estudiant i 25 estaven classificades com a «altres inactius».

### Ingressos
El 2009 a Saint-Denis-le-Vêtu hi havia 234 unitats fiscals que integraven 582 persones, la mediana anual d'ingressos fiscals per persona era de 14.884 €.

### Activitats econòmiques
Dels 18 establiments que hi havia el 2007, 1 era d'una empresa de fabricació d'altres productes industrials, 7 d'empreses de construcció, 4 d'empreses de comerç i reparació d'automòbils, 1 d'una empresa d'hostatgeria i restauració, 1 d'una empresa immobiliària i 4 d'empreses de serveis.
Dels 8 establiments de servei als particulars que hi havia el 2009, 2 eren paletes, 2 fusteries, 1 lampisteria, 1 electricista, 1 empresa de construcció i 1 restaurant.
L'únic establiment comercial que hi havia el 2009 era una botiga de menys de 120 m².
L'any 2000 a Saint-Denis-le-Vêtu hi havia 43 explotacions agrícoles que ocupaven un total de 1.512 hectàrees.

## Equipaments sanitaris i escolars
El 2009 hi havia una escola elemental.

## Poblacions més properes
El següent diagrama mostra les poblacions més properes.